# 2А20
У-5ТС «Молот» (Індекс ГРАУ — 2А20) — радянська гладкоствольна танкова гармата середнього танка Т-62. Розроблена у Свердловському ДКБ-9.

## Історія створення
З постановкою на озброєння Радянської армії нової гладкоствольної протитанкової гармати Т-12, з'ясувалося, що бронепробиття її бронебойного снаряда вище в 1,5 рази, ніж у 100-мм нарізних гармат того часу. Дізнавшись про це, М. С. Хрущов запропонував встановити в танк Т-62 аналогічну гармату, яка могла б використовувати постріли 2А19. Однак, виникла проблема з використанням пострілів 2А19, довжина яких становила 1200 мм, тому заряджання було неможливо через обмеження діаметра погона танка. Крім того, в кінці 1950-х років, на заході з'явилися танкові гармати більшого калібру, тому з'явилася політична необхідність у створенні танка з гарматою більшого калібру. У той же час, Л. М. Карцев висунув пропозицію прибрати нарізи з існуючої гармати Д—54, за рахунок чого збільшити калібр гармати. Розробкою гармати зайнялося ДКБ-9, за результатами робіт була виготовлена гармата У—5ТС, що отримала індекс ГРАУ 2А20. У 1959 році 2А20 була прийнята на озброєння в складі середнього танка Т-62.

## Опис конструкції
Основними складовими 2А20 були: ствол, який складався з труби, яка скріплюється кожухом в каморний частині, казенник і ежектор, який перебував на відстані 2050 мм від дульного зрізу труби. Для збільшення ефективності продувки ствола, положення отворів під кульовий клапан і сопла було змінено в сторону більшої дії порохових газів. У гарматі використовувався горизонтально-клинової тип затвора і пружинна напівавтоматика. Ударно-спусковий механізм складався з електричного спуску, в дію який приводився шляхом натискання кнопки на рукоятці стабілізатора. Також був механізм-дублер у вигляді спускового важеля, який перебував на маховику підйомного механізму. Ручний спуск проводився за допомогою рукоятки, розташованої в лівому щитку огорожі. Ствольна група кріпилася в люльці обойменного типу, конструкція якої була зварені між собою литі половинки ночвоподібної форми. У деяких моделях 2А20 застосовувалася цільнолита люлька. Для установки сектора підйомного механізму праворуч на колисці були припливи. В обіймах казенника кріпилися циліндри гідравлічних противідкатних пристроїв.

### Боєприпаси
| Таблиця ТТХ пострілів, які використовують для стрільби з гармати 2А20 |                |                          |                   |                               |                            |                   |
| Індекс пострілу                                                       | Індекс снаряда | Початкова швидкість, м/с | Вага пострілу, кг | Вага снаряда (з піддоном), кг | Вага вибухових речовин, кг | Бронепробиття, мм |
| Бронебійні підкаліберні снаряди                                       |                |                          |                   |                               |                            |                   |
| 3УБМ3                                                                 | 3БМ3           | 1650                     | 22                | 2,8 (4,0)                     | —                          | 300               |
| 3УБМ4                                                                 | 3БМ4           | 1650                     | 22                | 3,2 (5,5)                     | —                          | 250               |
| 3УБМ5                                                                 | 3БМ6           | 1680                     | 22                | 3,9 (5,4)                     | —                          | 228               |
| 3УБМ9                                                                 | 3БМ21          | 1600                     | 23,5              | 4,5 (6,1)                     | —                          | 330               |
| 3УБМ13                                                                | 3БМ28          | 1650                     | 24                | 4,89 (6,7)                    | —                          | 380               |
| 3УБМ17                                                                | 3БМ36          |                          |                   |                               | —                          |                   |
| Бронебійні кумулятивні снаряди                                        |                |                          |                   |                               |                            |                   |
| 3УБК3                                                                 | 3БК4           | 950                      | 26                | 12,97                         | 1,48                       | 440               |
| 3УБК3М                                                                | 3БК4М          | 950                      | 26,6              | 12,98                         | 1,48                       | 440               |
| 3УБК7                                                                 | 3БК15          |                          |                   |                               |                            |                   |
| 3УБК7М                                                                | 3БК15М         | 1060                     | 26,3              | 12,2                          |                            |                   |
| Осколково-фугасні снаряди                                             |                |                          |                   |                               |                            |                   |
| 3УОФ1                                                                 | 3ОФ11          | 905                      | 28                | 14,86                         | 2,64                       | —                 |
| 3УОФ6                                                                 | 3ОФ18          | 750                      | 30,8              | 17,86                         | 2,8                        | —                 |
| 3УОФ37                                                                | 3ОФ27          | 800                      | 30,75             | 17,82                         | 3,13                       | —                 |
| Шрапнельні снаряди                                                    |                |                          |                   |                               |                            |                   |
| 3УШ2                                                                  | 3Ш6            |                          |                   | 17,4                          | 0,08                       | —                 |
| Кероване озброєння                                                    |                |                          |                   |                               |                            |                   |
| 3УБК10-2                                                              | 9М117          | 370                      | 28                | 18,8                          |                            | 660               |
| 3УБК10М-2                                                             | 9М117М         |                          | 30,7              |                               |                            | близько 600       |
| 3УБК23-2                                                              | 9М117М1        |                          | 28                |                               |                            | 850               |

## Модифікації
2А21 — 115-мм гармата Д-68 для встановлення у середній танк Т-64

## Куди встановлювалася
- Об'єкт 166 — радянський середній танк Т-62
- Об'єкт 167 — радянський дослідний середній танк
- Об'єкт 435 — радянський дослідний середній танк

### Виноски
1. ↑  Пробиття для підкаліберних снарядів вказано при дії на гомогенну сталеву броні при куті нахилу 0° на дальності 1000 м
2. ↑  Бронепробиття за динамічним захистом
3. ↑  Бронепробиття за динамічним захистом
4. ↑  Бронепробиття за динамічним захистом